# 효자 강협 정려
효자 강협 정려(孝子 康協 旌閭)는 세종특별시 금남면 발산리에 있는 정려이다. 2014년 9월 30일 세종특별자치시의 향토문화유산 제15호로 지정되었다.

## 개요
효자 강협 정려(孝子 康協 旌閭)는 조선시대 효자 강협(康協, 1674~1750)의 효행(孝行)을 세상에 널리 알려 칭찬하고 기억하기 위해 나라에서 하사한 명정(銘旌)을 현판(懸板)으로 걸어놓은 정문(旌門)이다.
강협의 본관은 신천(信川), 자(字)는 자경(子慶), 호(號)는 양포(陽圃)이다. 강후돈(康厚敦)의 넷째 아들로 아버지가 13세에 돌아가시자 3년 동안 묘 옆에 움막을 짓고 살면서 곁을 지켰는데 자신은 돌보지 않고 아버지의 묘를 살피며 슬퍼하는 모습에 주변사람들이 감동(感動)하였다고 한다. 학문을 게을리 하지 않았으나 벼슬에는 뜻을 두지 않았고 노년에는 집안의 아이들에게 충(忠)과 효(孝)에 대해 가르쳤다.
강협의 효행에 대해 장례원경(掌禮院卿)이었던 조정희(趙定熙, 1845~?)와 진사(進士) 장철상(張喆相, 1835~?), 후손 강래하(康來廈) 등이 글을 올려 1905년(고종 42)에 명정을 받고 정문이 세워졌다. 내부에는 '孝子信川姜協之閭(효자신천강협지려)'라 쓰인 현판(懸板)이 있다. 예전에는 정려비(旌閭碑)가 정문의 내부에 세워져 있고 주변은 철망을 둘렀으나 최근에 실시한 정비사업으로 지금은 정려비가 정문 바깥 왼쪽에 세워져 있고 오른쪽에는 강협의 행적을 기록한 석조물이 있으며, 화강암으로 만든 낮은 담으로 꾸며 놓았다.

## 현지 안내문
강협의 자는 자경(自慶), 본관은 신천(信川)으로 현종(顯宗) 15년(1674)에 강후돈(康厚敦)의 넷째 아들로 태어나 13세 때 아버지가 돌아가시자 어린 나이로 아버지의 묘소를 받들기 위해 묘소 앞에 조그만 여막(廬幕)을 짓고 3년 동안 그곳에 기거하면서 아버지의 명복을 빌었다.
그동안 목욕은 물론 옷도 갈아입지 않았고 굶주림에 시달려 몰골이 말이 아니었다. 3년간 시묘를 끝낸 후 그의 일가친척 아이들을 모아놓고 충과 효를 가르쳤으며 영조(英祖) 20년(1750) 3월에 세상을 떠나니 향년 77세였다.
그 후 150년이 지나 장례 조정희(掌禮 趙正熙)와 진사 장철상(進士 張喆相) 등이 반론하여 조두적각(鳥頭赤脚)의 현 위치에 정문을 세워 그의 효성과 인품을 길이 보전하고 있다.